# Suzanne Spiteri
Suzanne „Sue“ Spiteri (* 31. Oktober 1978 in Malta) ist eine ehemalige maltesische Sprinterin die sich auf den 100-Meter-Lauf spezialisiert hatte und daneben über die 200- und 400-Meter-Distanzen an internationalen Leichtathletikwettkämpfen teilnahm.

## Karriere

### Olympische Spiele
Ihr größter Erfolg war die Teilnahme an den Olympischen Spielen 2000 in Sydney mit der aus sieben Personen bestehenden maltesischen Delegation. Den olympischen Wettkampf über 100 Meter absolvierte sie am 23. September 2000 im Olympiastadion mit einer Zeit von 12,57 s im sechsten Vorrundenlauf nach einem Fehlstart von ihr. Die nachträgliche Disqualifikation von Marion Jones, die den Vorrundenlauf in 11,20 s gewonnen hatte, verhalf ihr zwar zum siebten Platz, sie schied aber dennoch vorzeitig aus dem Wettkampf aus.

### Nationale Meisterschaften
Bei den „Malta Games“ im Jahr 2003 in Marsa wurde Spiteri im Rennen mit der 4-mal-100-Meter-Staffel der Frauen, die mit ihr aus Therese Mallia, Celine Pace und Deirdre Farrugia bestand, in einer Gesamtzeit von 48,05 s Zweite und sie gewann die Silbermedaille. Die gleiche Platzierung erreichte sie mit der 4-mal-400-Meter-Staffel in der gleichen Besetzung erneut. In diesem Wettkampf am 3. Juni 2003 wurde der nationale Rekord für Malta in einer Gesamtzeit von 3:45,69 min aufgestellt.

## Persönliche Bestleistungen
Alle Werte von World Athletics.
- 100 m: 12,57 s 22. September 2000, Sydney
- 200 m: 25,74 s, 5. Juni 2003, Marsa
- 400 m: 60,10 s, 12. September 2001, Tunis
- 4 × 400 m Staffel: 3:45,69 min, 3. Juni 2003, Marsa